# 타크 보스탄

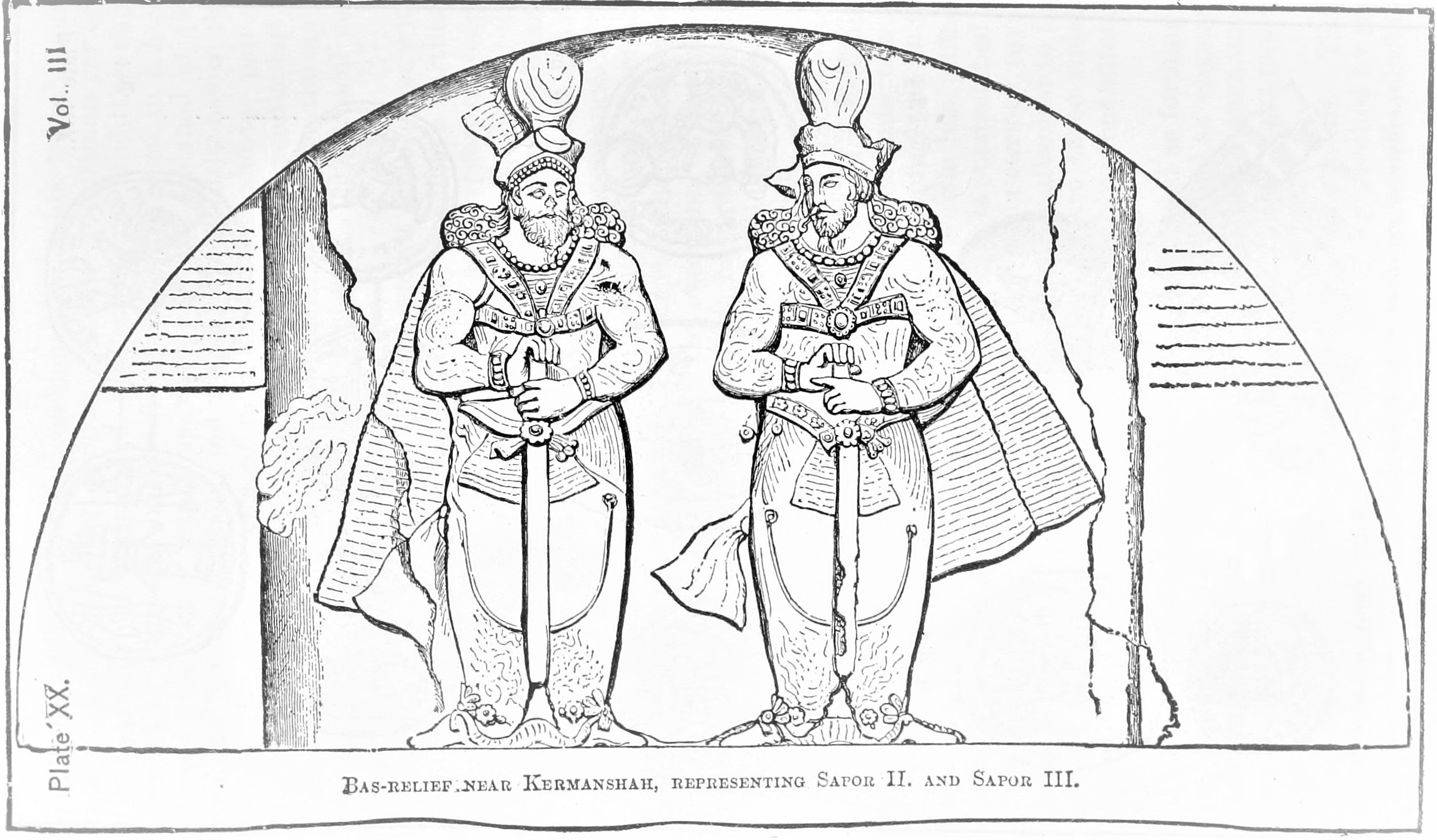
타크 보스탄의 샤푸르 2세와 샤푸르 3세의 부조를 모사한 그림

타크 보스탄(페르시아어: طاق بستان, 남부 쿠르드어: تاقوەسان)은 사산 제국 시기 만들어진 이란의 사적이다. 페르시아어에서 "타크"는 아치를 "보스탄"은 정원을 뜻한다. 기반암에 두 개의 아치가 돋을새김 되어 있고 그 주변에 다양한 부조가 새겨져 있다.
타크 보스탄은 자그로스산맥 북서부에 있는 케르만샤에서 5 km 정도 떨어져 있다. 타크 보스탄은 사산 제국의 대표적인 암석 부조 유적이다. 유적이 있는 곳은 당시 실크로드의 중요 교통지로 인근에 유네스코 문화 유산인 베히스툰 비문과 같이 다양한 시대에 걸쳐 형성된 많은 유적들이 있다. 사산 제국은 이 유적을 세워 자신들의 위용을 과시하고자 하였다.

## 제작
케르만샤는 선사 시대 이래로 사람들이 거주해 온 유서 깊은 고장으로 교통의 요지이다. 인근에 많은 유적들이 있는데 베히스툰 비문은 고대 문자를 해석하는 매우 중요한 자료로서 다리우스 1세의 즉위 과정을 기록하고 있다. 이러한 여러 유적 가운데 타크 보스탄은 사산 제국 시절 여러 샤한샤들에 의해 지어진 유적이다.
타크 보스탄은 기반암을 파고 들어가 제작된 유적이다. 암석은 쐐기를 이용하여 일정한 방향으로 균열을 낸 뒤 벽돌 모양으로 채석되었으며 이렇게 큰 구조를 형성한 다음 세부를 돋을 새김 기법으로 마감하였다. 유적을 만들 때 나온 석재는 인근 케르만샤의 궁정 건축을 위해 쓰인 것으로 추정된다.

### 사산 제국 시기의 부조
타크 보스탄에는 두 개의 아치와 함께 사산 제국의 샤한샤인 아르다시르 2세, 샤푸르 2세, 샤푸르 3세, 호스로 2세의 부조가 세겨져 있고 호로스 2세의 사냥 장면을 묘사한 부조도 있다.
타크 보스탄에 처음 세겨진 주인공은 아르다시르 2세로 그의 형 샤푸르 2세 또는 아후라 마즈다로 추정되는 인물로부터 왕권의 상징인 반지를 승계받는 모습이 그려져 있다. 아르다시르 2세는 그의 한 살 터울 형 샤푸르 2세에게 왕위를 물려받았다. "아시다시르"는 고대 페르시아어로 뛰어난 황제라는 뜻이다. 사산 제국의 국교는 조로아스터교였으므로 그는 자신의 왕위 계승을 정당화 하기 위해 미트라, 아후라 마즈다와 같은 조로아스터교의 신들이 자신의 왕위를 인정하는 것으로 묘사한 부조를 세웠다.
아치와 아르다시르 2세의 부조를 "타크 보스탄 1", 샤푸르 2세, 샤푸르 3세, 호스로 2세의 부조들을 합쳐서 "타크 보스탄 2", 별도로 제작된 사냥 장면을 "타크 보스탄 3"으로 구분하기도 한다.

### 카자르 왕조 시기의 부조
타크 보스탄이 만들어진 지 1300 여년이 지난 19세기에 이르러 카자르 왕조의 왕자였던 돌라트샤가 원래의 아치 옆으로 보다 큰 규모의 아치를 새로 만들었다. 그는 열강들이 앞다투어 간섭하던 당시에 타크 보스탄에 새 아치를 만들어 고대의 영광을 상기시키려 하였다.

### 갤러리

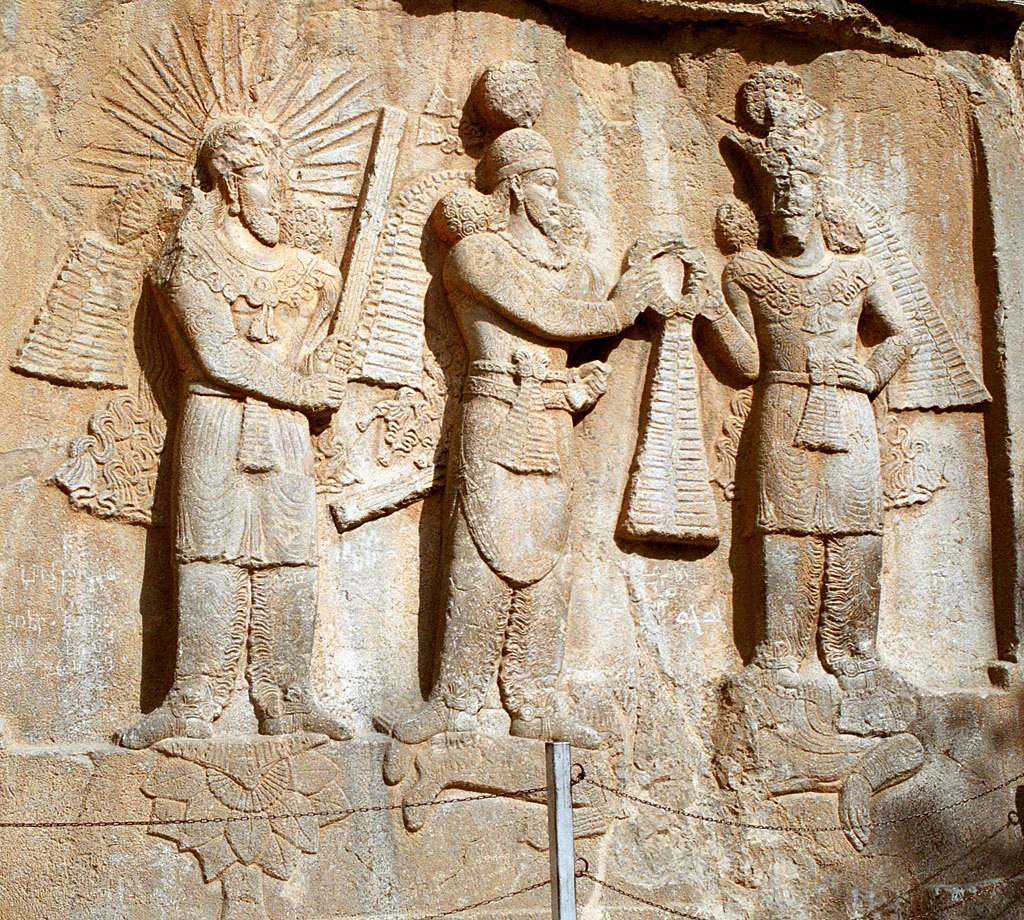
아르다시르 2세의 즉위를 묘사한 부조
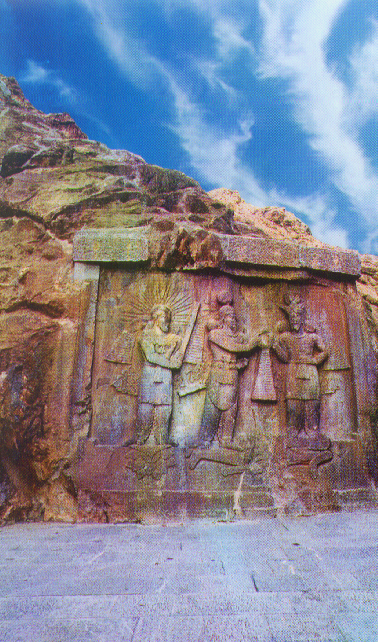
아르다시르 2세의 즉위를 묘사한 부조
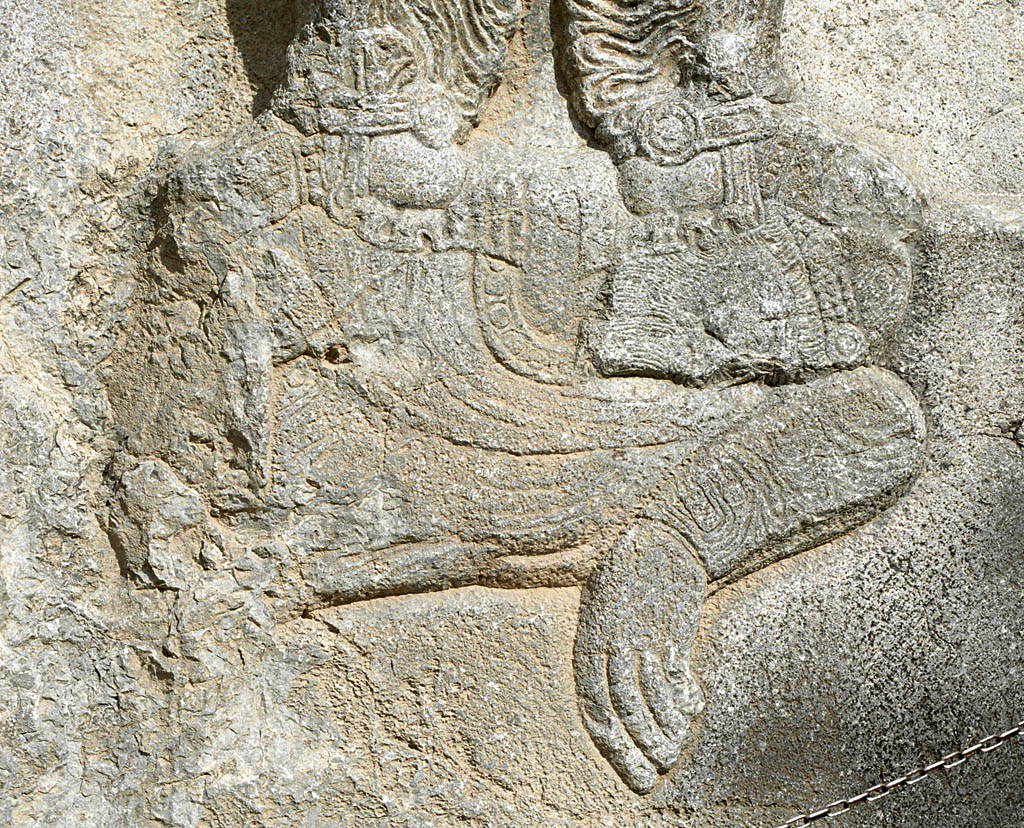
아르다시르 2세의 발 밑에 격퇴된 율리아누스의 모습이 보인다.
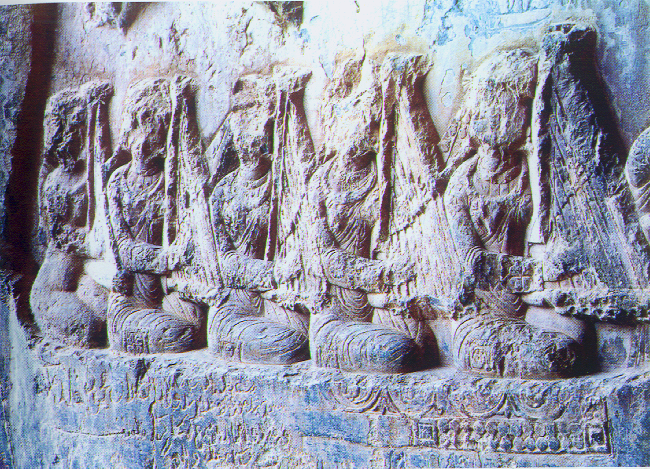
페르시아 하프형 전통 악기인 창을 연주하는 여성을 묘사한 부조
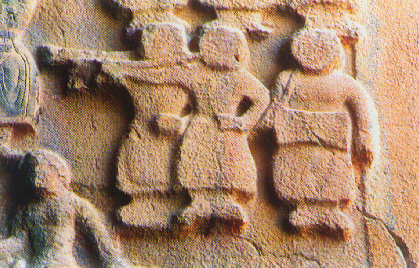
사냥 장면 부조에 묘사된 악기를 연주하는 여성
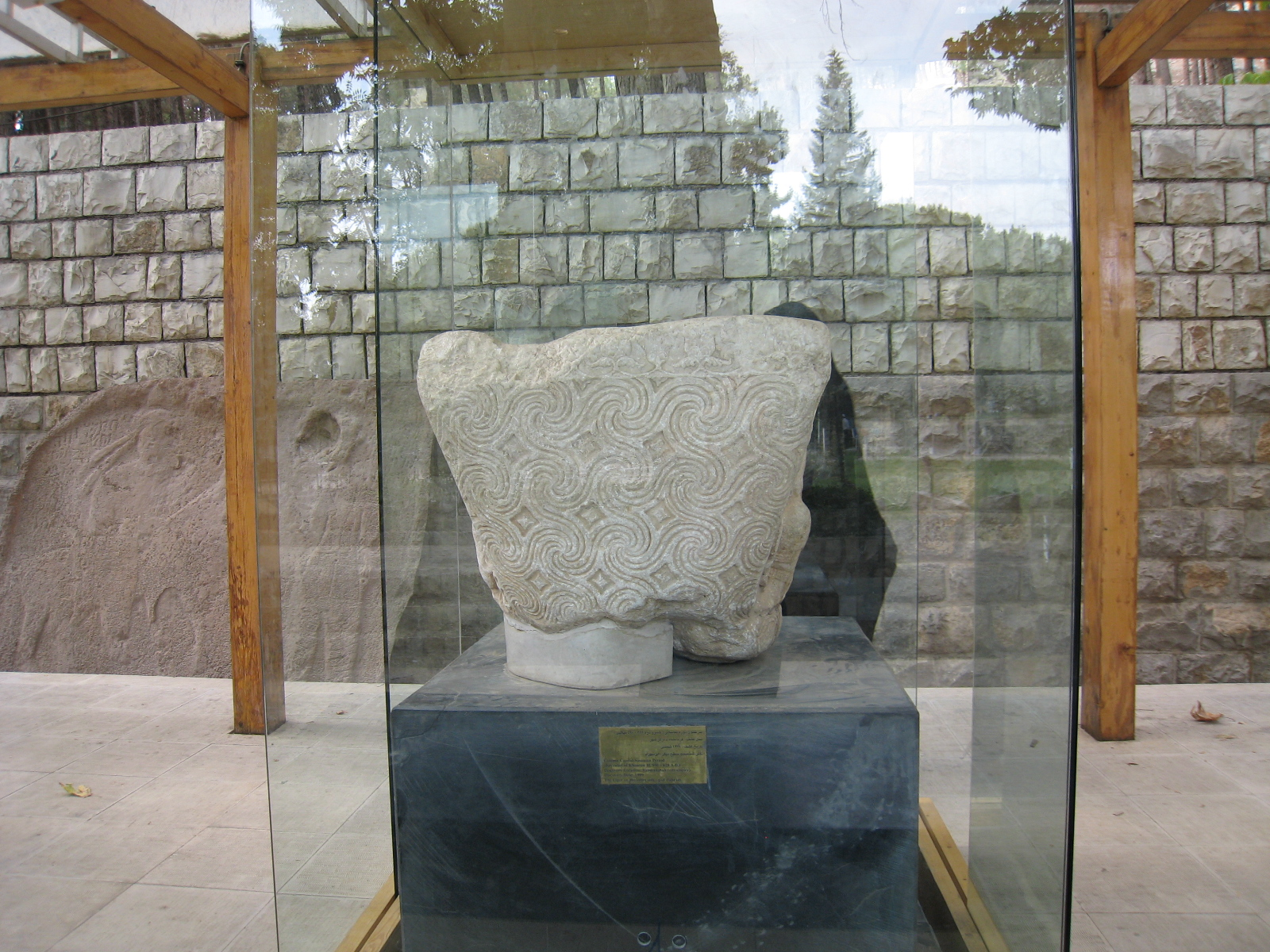
타크 보스탄의 부조 곳곳에 보이는 기하학적 문양
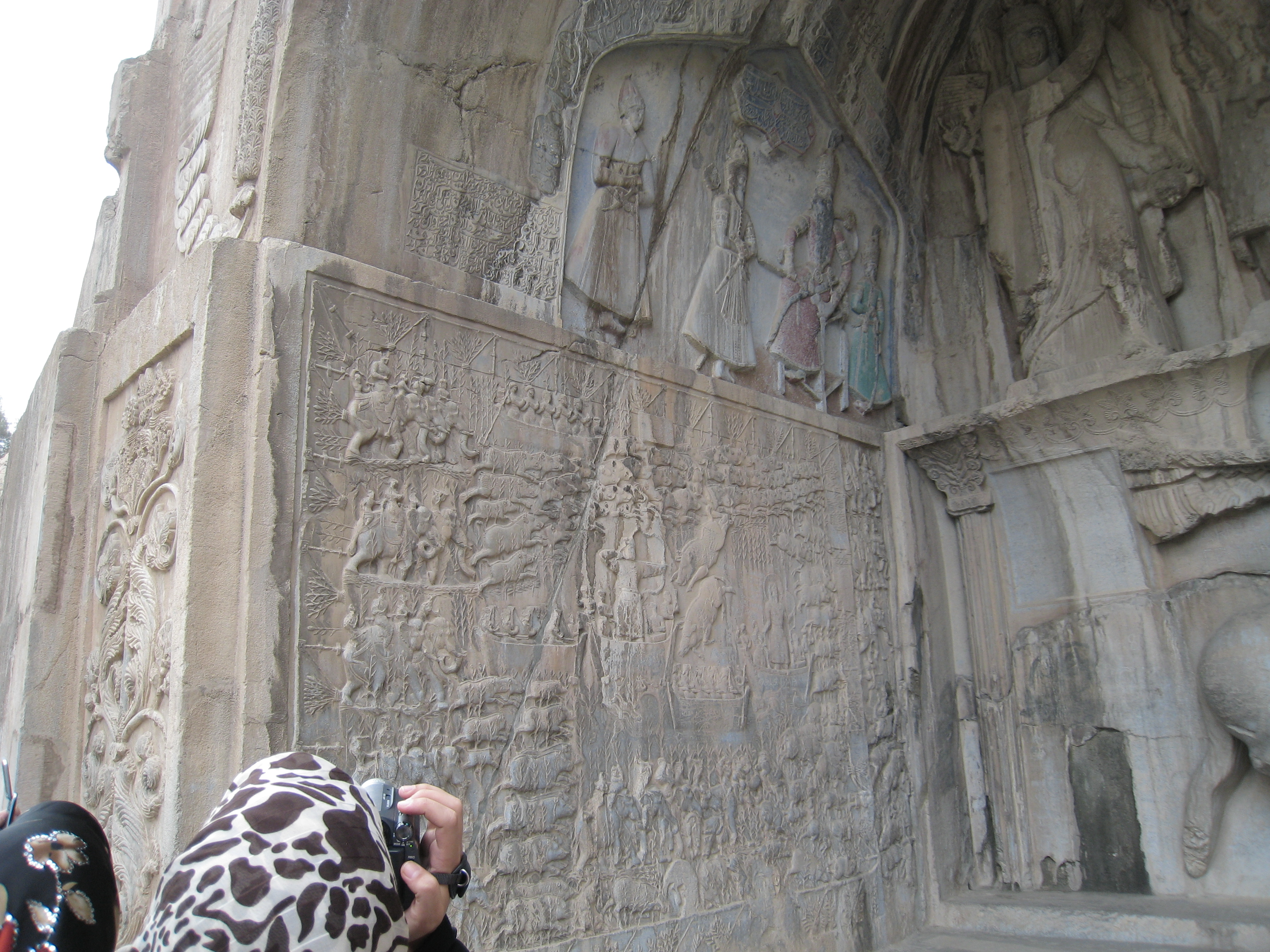
19세기에 제작된 아치에는 카자르 왕조의 두번째 샤인 파드 알리 샤의 모습이 새겨져 있다.

## 같이 보기
- 사산 제국
- 암석 부조
- 아르다시르 2세